# 查尔斯·狄更斯
查爾斯·約翰·赫法姆·狄更斯（英語：Charles John Huffam Dickens；1812年2月7日—1870年6月9日），英國19世纪中期（维多利亚时代）小说家、记者、評論家。其文学作品反映出個人的成長經驗與社會的時代脈絡，廣受當時與後世評論家、學者及讀者的認可與喜愛。

## 早年

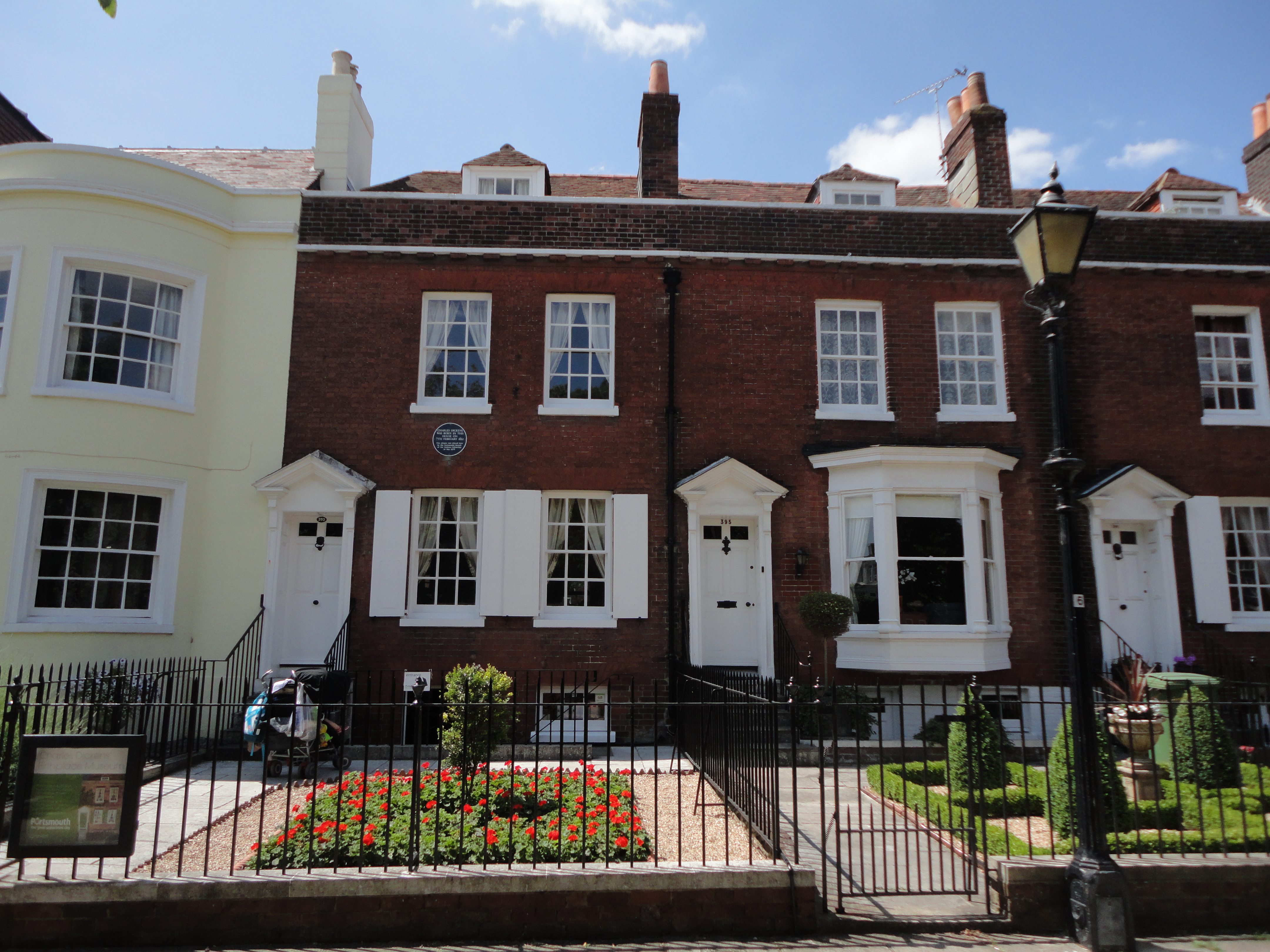
查尔斯·狄更斯的出生地

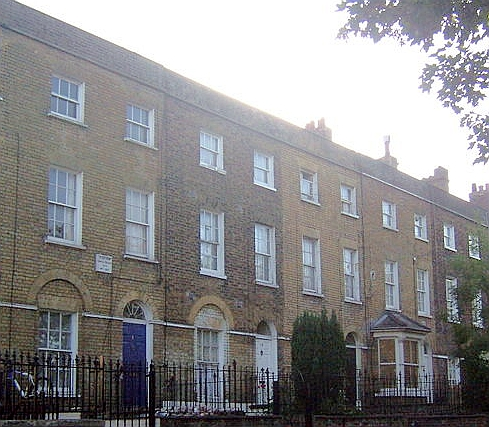
狄更斯1817至1821年的住宅

1812年2月7日，狄更斯出生於英國樸茨茅斯。他的父親名約翰·狄更斯、母親名伊莉莎白（Elizabeth Dickens，娘家姓氏Barrow），狄更斯在家中八名子女中排行老二。五歲時，其家遷居查塔姆，十歲時搬至卡姆登镇。
狄更斯十二歲時，由於父親約翰·狄更斯的債務問題，一家人入住馬修西債務人監獄；在遠房親戚轉介下，狄更斯开始在倫敦的華倫鞋油廠當童工，為玻璃瓶貼標籤。此段經歷備嘗艱辛、屈辱，看盡人情冷暖，促使狄更斯往後的作品多有所關注社會底層的生活狀態。
儘管幾年後，狄更斯的家境因為一筆遺產而有所好轉，但整體而言，狄更斯並未能接受完整而良好的正規教育。

## 初入文壇
狄更斯自威靈頓學院畢業後，先進入律師行工作，後來轉入報社擔任記者，專門報導英国下议院的政策辯論，並遊歷英倫採訪各種選舉活動。此時期，他開始在各刊物上發表文章，此後集結為《博兹札记》出版，是他首部散文集。
1836年，狄更斯出版《匹克威克外传》，全書藉由匹克威克與三名友人於旅途中的一連串遭遇，描寫當時英國城鄉的社會問題；該書甫出版時並未引起太多注意，第一年僅銷售500冊，到了1837年春天，《匹克威克外傳》成為國內熱門話題，社會一時出現「匹克威克熱」，街市販售各種各樣的有關商品，狄更斯從此成為名家。

## 創作生涯
1837年至1841年之間，狄更斯接連出版多部廣受大眾喜愛的小說，如《孤雛淚》、《少爺返鄉》及《老古玩店》。1841年，在完成《巴納比·拉奇》出版後，狄更斯前往他所嚮往的美國，儘管受到當地熱烈歡迎，但他最終對新大陸感到失望，他將這些見聞收錄於1842年出版的《美國記行》。
1843年，狄更斯出版引起熱烈迴響的小說《小氣財神》，成為他往後聖誕故事系列的首部作品。隨後，他以訪美經驗為創作背景發表了《馬丁·朱述爾維特》。1844年至1846年間，他遊歷歐陸各國，並持續寫作。
1849年，狄更斯出版自傳體裁小說《塊肉餘生記》。此後，狄更斯發表的小說作品朝向更為尖銳、具備批判性的風格，諸如《荒涼山莊》、《艱難時世》、《小杜麗》、《雙城記》及《遠大前程》等。
1850年，狄更斯創辦月刊《家常話》（Household Words），收錄個人與其他作家的小說。1859年，他創辦週刊《一年四季》（All the Year Round）。狄更斯本人多部作品即是最先以連載形式刊登於這兩份刊物。

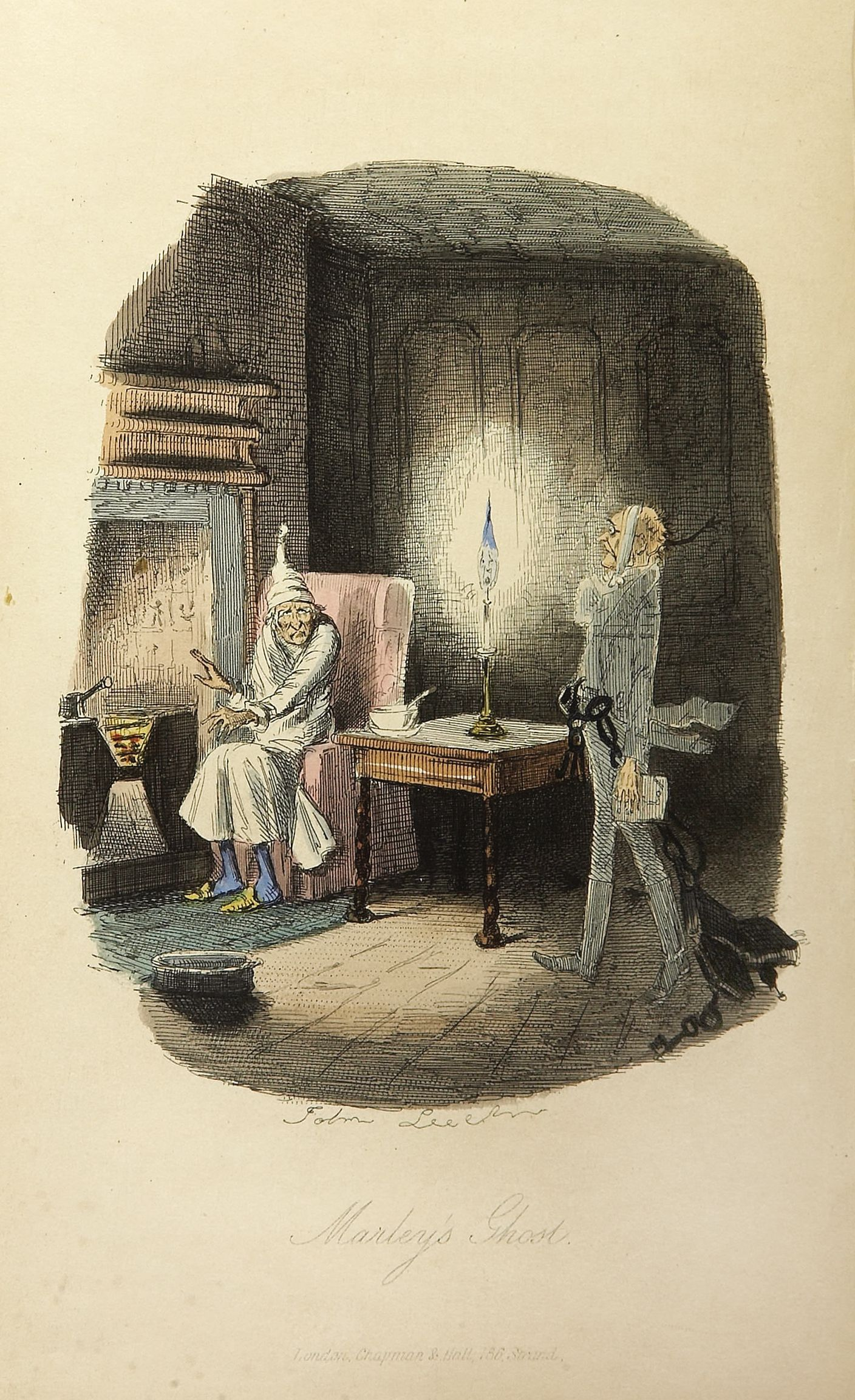
《聖誕頌歌》：約翰·利奇為1843年第一版所繪的插畫

除了創作，狄更斯亦是一位積極的表演者。他將公眾朗讀會（public readings）化作兩小時的獨角戲演出；「速書」（prompt books/prompt copies）即是他為此表演所作的準備紀錄：在原作上畫框，擇要而出，省去枝蔓，偶爾新添笑話——對身具表演者天賦的狄更斯而言，人物表情記號是不需要的。狄更斯的朗讀／演劇會始於1853年12月，在距其離世前十餘年間，公演於大西洋兩岸；他為自己所記的舞台說明（stage directions）「速書」，日後成為狄更斯研究及往後的衍生戲劇／影視創作的鮮活參照。
狄更斯一生創作不懈，繁重勞動與對現實改革的失望，嚴重損害了他的健康；1870年6月9日，他因腦溢血與世長辭，而未能完成他首部偵探小說《艾德溫·德魯德之謎》。在遺囑上，狄更斯表明希望以「節儉、低調及完全私人的方式」就近安葬於羅徹斯特座堂；但其家人收到維多利亞女王御旨，令將狄更斯葬於西敏寺詩人角，其墓碑上寫道：「他是貧窮、受苦與被壓迫人民的同情者；他的去世令世界失去了一位偉大的英國作家。」

## 寫作風格
狄更斯是19世紀最早用人性筆觸，向中產階級讀者揭露社會不公的作家之一，藉由創作開拓了社會改革的道路；其小說透過個性鮮明的角色與引人入勝的情節，為維多利亞時代的英國下層階級打造出一個個深入人心且發人省思的形象，為貧窮注入希望，並從絕望中絞出幽默。
自傳性質小說《塊肉餘生記》為狄更斯代表作，狄更斯曾於1869年版作者序中寫道：「我就像所有慈親一樣，心底裡有個偏疼的孩子，他的名字叫大衛·考勃菲爾。」（思果譯）（《塊肉餘生記》原文書名：David Copperfield）。」其他經典之作如《遠大前程》、《孤雛淚》、《少爺返鄉》及《小氣財神》等都在後來多次獲得影視改編。多數作品表達出他對社會的看法與批判，直指英國社會的階級與貧窮問題，如《小杜麗》即以尖酸刻薄的諷刺筆法聞名。
此外，狄更斯對戲劇相當熱愛，反映於《少爺返鄉》角色語言的鮮明，本人多次於國內外登台進行作品演說。

## 主要作品年表

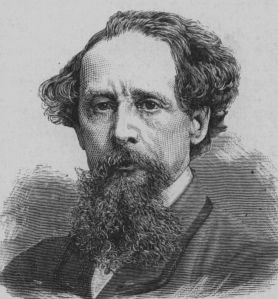
查爾斯·狄更斯畫像

- 《博兹札记》（Sketches by Boz）—— 1836年
- 《匹克威克外传》（The Pickwick Papers）—— 1836年4月至1837年11月（月更）
- 《雾都孤儿》（Oliver Twist）—— 1837年2月至1839年4月（月更）
- 《尼古拉斯·尼克贝》（Nicholas Nickleby）—— 1838年4月至1839年10月（月更）
- 《老古玩店》（The Old Curiosity Shop）—— 1840年4月至1841年11月（週更）
- 《巴纳比·拉奇》（Barnaby Rudge）—— 1841年2月至11月（週更）
- 《美國紀行》（American Notes）—— 1842年
- 《小氣財神》（或譯《聖誕頌歌》）（A Christmas Carol）—— 1843年
- 《馬丁·朱述爾維特》（Martin Chuzzlewit）—— 1843年1月至1844年七月（月更）
- 《教堂鐘聲》（The Chimes）—— 1844年
- 《爐邊蟋蟀》（The Cricket on the Hearth）—— 1845年
- 《董贝父子》（Dombey and Son）—— 1846年10月至1848年4月（月更）
- 《聽狄更斯講耶穌》（The Life of Our Lord）——1846年至1849年，出版於1934年
- 《幽靈交易》（The Haunted Man）—— 1848年
- 《大卫·科波菲尔》（或譯《大衛高柏飛》）（David Copperfield）—— 1849年5月至1850年11月（月更）
- 《狄更斯講英國史》（A Child's History of England）—— 1853年
- 《荒凉山庄》（Bleak House）—— 1852年3月至1853年9月（月更）
- 《艰难时世》（Hard Times）—— 1854年4月1日至1854年8月12日，週更於《家常話》
- 《小杜丽》（Little Dorrit）—— 1855年12月至1857年6月（月更）
- 《双城记》（A Tale of Two Cities）—— 1859年4月30日至1859年11月26日，週更於《一年四季》
- 《非商業旅人》（The Uncommercial Traveller）——1860-1869年
- 《遠大前程》（或譯《孤星血淚》）（Great Expectations）—— 1860年12月1日至1861年8月3日，週更於《一年四季》
- 《我們共同的朋友》（Our Mutual Friend）—— 1864年5月至1865年11月（月更)
- 《號誌員》（The Signal-Man）—— 1866年《一年四季》聖誕版
- 《艾德溫·德魯德之謎》（The Mystery of Edwin Drood）—— 未完成，1870年

## 後世紀念

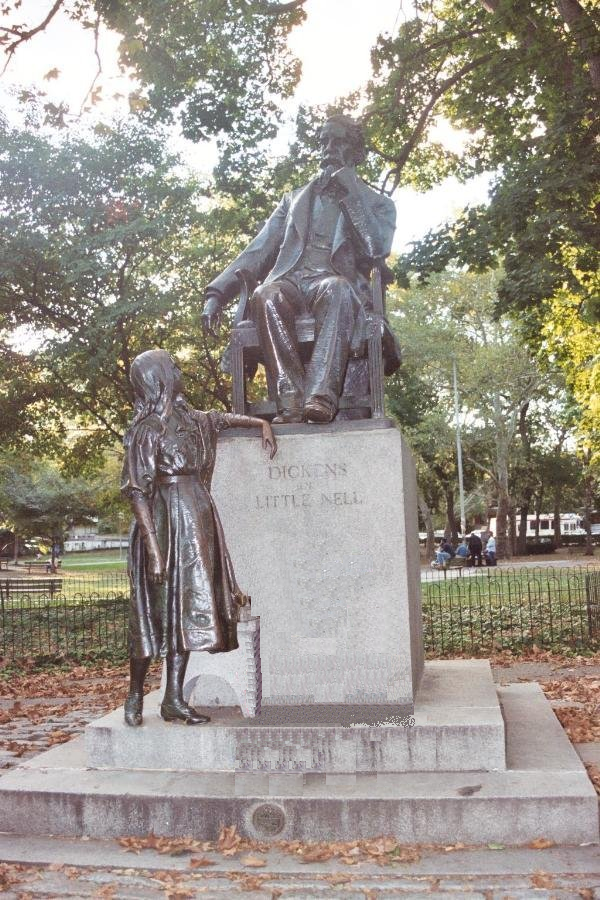
美国費城的狄更斯雕像

狄更斯在遺囑中表明不要為他設立任何紀念館。但現今在許多與狄更斯有關的地點，都有紀念狄更斯生平及作品的博物館與活動，如在英格蘭樸茨茅斯的狄更斯故居博物館（Charles Dickens Museum）。
狄更斯的友人John Forster所保留許多狄更斯的小說手稿、打字機樣張、第一版本及插圖等，則收藏於維多利亞與艾伯特博物館。
1891年，由Francis Edwin Elwell所鑄造真人大小狄更斯銅像，設立於美國賓州費城的Clark Park，並且命名為「 Dickens and Little Nell」；另亦於澳洲雪梨的世紀公園（Centennial Park）設有一座真人大小塑像。
自1990年開始，荷蘭德芬特（Deventer）每年十二月聖誕節前的周末，會舉辦連續兩天的「狄更斯節」（Dickens Festival）。
2012年，狄更斯誕辰200週年，西敏寺教堂舉行紀念儀式，並由英國王儲查爾斯王子於狄更斯墓碑上獻花圈；倫敦博物館（Museum of London）亦舉行四十年以來首度關於作家的大型展覽。
從1992年至2013年，由英國中央銀行（Bank of England）所發行的十英鎊鈔票，背面印有狄更斯肖像與《匹克威克外傳》的內容場景。
原訂於2012年揭幕耗資140,000英鎊、由牛津雕刻家Martin Jennings所製作真人大小「在椅子上讀書的狄更斯」，因為資金短缺，2013年由多次出演狄更斯戲劇的好萊塢女星吉莉·安德森出任贊助人籌款，2014年終於在作家故鄉英國樸茨茅斯Guildhall廣場上設立首座雕像。

## 相關影視作品
- 電影《狄更斯的秘密情史》（The Invisible Woman），2013年[14]
- 影集《狄更斯的世界》（Dickensian），2015年[15]
- 電影《聖誕頌歌》（The Man Who Invented Christmas），2015年[16]
- 電影《狄更斯之塊肉餘生記》（The Personal History of David Copperfield），2019[17]

## 對華語作家的影響
狄更斯寫實主義的寫作觀點引起中國許多文人的注意，老舍經由閱讀狄更斯的作品體會到不必在意中國小說文體的拘束：「寫就好，管他甚麼」，文學家林紓因為翻譯接觸到了英美文學而獲得啟發。

### 引用
1. ↑  Black 2007，第735頁.
2. ↑  Mazzeno 2008，第76頁.
3. ↑  Chesterton 2007，第100–126頁.
4. ↑  . 大英圖書館.   [2020-09-22]. （原始内容存档于2021-04-01） （中文（臺灣））.
5. ↑  . 大英圖書館.   [2020-09-22]. （原始内容存档于2021-04-01） （中文（臺灣））.
6. ↑  source: Dickens Museum, London
7. ↑  . 大英圖書館.   [2020-09-22]. （原始内容存档于2021-04-01） （中文（臺灣））.
8. ↑  Jones 2004，第104頁
9. ↑  "Down Under with Dickens" （页面存档备份，存于）. Sydney Morning Herald". Retrieved 18 February 2014
10. ↑  Karen. . 荷事生非. 2015-12-18  [2020-09-22]. （原始内容存档于2021-04-01） （中文（臺灣））.
11. ↑  BBC. . BBC. 2012-02-07  [2020-09-21]. （原始内容存档于2021-04-01） （中文（臺灣））.
12. ↑  BBC. . BBC. 2013-01-23  [2020-09-28]. （原始内容存档于2017-05-12） （中文（臺灣））.
13. ↑  Maev Kennedy. . The Guardian. 2014-02-06  [2020-09-28]. （原始内容存档于2021-04-01） （中文（臺灣））.
14. ↑  . 開眼電影網.   [2020-09-22]. （原始内容存档于2020-12-22） （中文（臺灣））.
15. ↑  . 開眼電影網.   [2020-09-22]. （原始内容存档于2021-04-01） （中文（臺灣））.
16. ↑  . 開眼電影網.   [2020-10-17]. （原始内容存档于2021-04-01） （中文（臺灣））.
17. ↑  . 開眼電影網.   [2020-09-22]. （原始内容存档于2020-12-22） （中文（臺灣））.
18. ↑  许正林. . 中國語言課程網. 2007-12-05  [2014-04-07]. （原始内容存档于2011-08-14） （中文）.
19. ↑  . International Plant Names Index.

## 外部連結
- 查尔斯·狄更斯的作品  - 古騰堡計劃
- 老舍的寫實小說觀念與英國文學的影響
- 查尔斯·狄更斯 (Charles Dickens)主要作品 （页面存档备份，存于） - 英文原版PDF格式电子书。
- 查尔斯·狄更斯在互联网电影资料库（IMDb）上的資料（英文）
- 查尔斯·狄更斯在时光网上的簡介（简体中文）
- 互联网档案馆中查尔斯·狄更斯的作品或与之相关的作品
- 來自查尔斯·狄更斯的LibriVox公共領域有聲讀物
- . 英国国家档案馆.
- 英國國家肖像館中的Charles Dickens肖像
- 《大英百科全书》中的条目：查尔斯·狄更斯（英文）
- Dickens，In Our Time (BBC Radio 4)的《In Our Time》節目。(現在聆聽)